# Рампо (граф Барселони)
Рампо або Рампон (*Rampó д/н —825) — 2-й граф Барселони та маркграф Іспанський у 820—825 роках.

## Життєпис
Про походження немає відомостей. Народився десь у 770-х роках. Вважається представником франкського дворянства. Був людиною чесною й гідною, далекою від палацових усобиць. Рампа починав службу в короля (потім імператора) Карла I Великого. У 814 році повідомив Людовику I Благочестивому, який перебував у Дуе-ла-Фонтен, про смерть Карла Великого.
У 820 році після відсторонення Бера, Рампо отримав титул графа Барселони, Бесалу і Жерони і напевне титул маркграфа Іспанської марки.
У 822 році за наказом імператора здійснив похід проти мусульман, завдавши останнім поразки. завдяки цьому Рампо розширив франкські володіння до ріки Сегре. Помер у 825 році Наступного графа Барселони було призначено на з'їзді в Аахені у лютому 826 року. Ним став Бернард Септиманський.